# Mogens Bjørn-Andersen
Mogens Bjørn-Andersen, egl. Björn-Andersen (26. juli 1911 i København – 3. maj 2014) var en dansk sølvsmed.
Han var søn af docent Hákon Björn-Andersen (død 1932) og hustru Martha født Nielsen (død 1957). Bjørn-Andersen var Georg Jensens sidste personlige elev og modtog i 1934 sit svendebrev. Han fik sin uddannelse henholdsvis på Georg Jensens Sølvsmedie og Kunstakademiets malerskole 1934-35.
Han havde forskellige værksteder, herunder i Birkerød fra 1935, så i Olsker på Bornholm fra 1958 og i Rådvad fra 1987 til 1997 og siden atter på Bornholm. Han skabte kirkesølv til en lang række kirker, sølvkorpus til kongehuset og borgmesterkæder til Rønne og Skive Kommuner.
Bjørn-Andersen modtog den livslange ydelse fra Statens Kunstfond, Designfondens Vitaminpille og H.M. Dronning Ingrids Legat.
Han blev gift 20. februar 1946 med Jeanne Alaine Preisler (født 2. oktober 1926 på Frederiksberg).